# 單脊扁蝽
單脊扁蝽（学名：Neuroctenus singularis）为扁蝽科脊扁蝽屬下的一个种。